# Die rote Schlucht
Die rote Schlucht (Originaltitel: Red Canyon) ist ein US-amerikanischer Western aus dem Jahr 1949 von George Sherman mit Ann Blyth und Howard Duff in den Hauptrollen. Der Film wurde von Universal-International Pictures produziert und basiert auf dem 1916 veröffentlichten Roman Wildfire von Zane Grey. Der Roman erschien 1953 in Deutschland unter dem Titel Wildfeuer.

## Handlung
Der Viehzüchter Matthew Bostel bereitet die Geburtstagsfeier seiner Tochter Lucy vor. Lucy, die 18 wird, hat viele Verehrer, doch ihr verwitweter Vater erlaubt lediglich Joel Creech, ihr den Hof zu machen. Bostel herrscht autokratisch über das von ihm gegründete Städtchen Bostels Crossing, insbesondere seitdem seine Frau bei einem Pferdediebstahl der berüchtigten Cordt-Bande getötet wurde.
Lucy will vor der Feier mit dem Hengst Sage King ausreiten. Sie will sich als Reiterin beweisen und das ungestüme Pferd bändigen. Dabei stößt sie auf Lin Sloane, der auf der Suche nach dem legendären Wildhengst Black Velvet ist. Allerdings wurde ihm sein Pferd von den Cordts gestohlen. Lucy erlaubt ihm, sich ein Pferd aus der Herde ihres Vaters einzufangen. Er soll dazu Sage King reiten, der jedoch wegläuft, bevor Lin ihn besteigen kann. Wütend verlangt Lucy, dass Lin sie nach Hause begleitet und bezeugt, dass Sage King sie nicht abgeworfen hat. Lin weigert sich, doch als er in einem kleinen See schwimmen geht, stiehlt ihm Lucy die Kleidung und zwingt ihn somit, ihr zu folgen.
In Bostels Crossing gerät Lin mit Matthew Bostel in Streit. Lin behauptet, er könne Black Velvet fangen und mit ihm Sage King in einem mit 2.500 Dollar dotierten Rennen schlagen. Mit Jonah Johnson, der von Bostel entlassen wurde, macht er sich auf die Suche nach dem Hengst. Nach Tagen schafft er es tatsächlich, Black Velvet zu fangen. Auf dem Weg zum Lager stoßen Lin und Jonah auf die Cordt-Gang, angeführt von Floyd Cordt und dessen Sohn Virgil. Floyd Cordt ist Lins Vater, Virgil somit sein Bruder. Vor Jahren hatte sich Lin, angewidert von den ständigen Pferdediebstählen, von seiner Familie abgewendet und seinen Namen geändert. Lin und Jonah können mit Glück der Bande entkommen.
Heimlich beginnt Lin, Black Velvet zu trainieren. Während eines Einkaufs in Bostels Crossing verrät Jonah versehentlich Lins Pläne gegenüber Lucy. Gedeckt durch ihre Tante Jane reitet Lucy in Lins Lager. Sie wird Zeuge, wie sich Lin am Rücken verletzt. Black Velvet fasst Zutrauen zu Lucy, die das Training übernimmt. In der Folgezeit verlieben sich Lucy und Lin. Erst am Vorabend des Rennens erfährt Lins Vater von ihrem Vorhaben. Aus Angst um ihre Gesundheit und auch das Rennen zu verlieren, verbietet er ihr die Teilnahme. Er zwingt sie, sich zwischen Lin und ihrer Familie zu entscheiden. Lin bekommt das Streitgespräch mit und gesteht ihr, ein Cordt zu sein. Er warnt sie, dass ihr Zusammenleben nicht einfach werden wird. Lucy entscheidet sich, beim Rennen zu starten.
Kurz vor dem Start reiten die Cordts in die Stadt und enthüllen Sheriff Brackton Lins wahre Identität. Lin gewinnt das Rennen und schlägt Sage King und auch Joel Creechs Pferd. Bei der Preisvergabe informiert Brackton Bostel über Lin. Bostel, der eine Belohnung auf die Ergreifung der Cordts ausgesetzt hat, fordert Lin zum Duell. Lin schießt Bostel an und flieht, verfolgt vom Sheriff und einigen Männern. Während seiner Flucht bemerkt Lin, dass die Cordt-Bande Black Velvet, Sage King und die anderen Rennpferde stehlen will. Sofort schießt Lin auf die Pferdediebe. Es kommt zu einem Gefecht, in das auch Jonah eingreift. Schließlich wird die Cordt-Bande besiegt. Bostel erkennt Lins Unschuld und lässt ihn gehen. Lucy und Lin entscheiden, dass auch Black Velvet frei sein soll.

## Produktion

### Hintergrund
Gedreht wurde der Film von Mitte Juni bis zum 23. Juli 1948 in Kanab (Utah) sowie in Kaibab und Sedona (beide Arizona) gedreht.

### Stab
Bernard Herzbrun und Frank A. Richards oblag die künstlerische Leitung. Russell A. Gausman und Joseph Kish waren für das Szenenbild zuständig, Rosemary Odell für die Kostüme, Bud Westmore und John G. Holden für das Maskenbild. Verantwortliche Toningenieure waren Leslie I. Carey und Vernon W. Kramer. Gilbert Kurland arbeitete als Produktionsmanager.

### Besetzung
In kleinen nicht im Abspann erwähnten Nebenrollen traten Johnny Carpenter, Hank Patterson und Hank Worden auf.
Der Hengst Black Velvet wurde von Highland Dale, einem American Saddlebred, dargestellt.

## Veröffentlichung
Die Premiere des Films fand am 1. April 1949 in Los Angeles statt. In der Bundesrepublik Deutschland kam er am 8. Dezember 1950 in die Kinos, in Österreich bereits am 27. Oktober 1950. Im deutschen Fernsehen wurde er auch unter dem Titel Hurrikan ausgestrahlt.

## Synchronisation
In der deutschsprachigen Synchronfassung spricht Wolfgang Eichberger für Howard Duff und Wolfgang Preiss für Lloyd Bridges.

## Kritiken
Das Lexikon des internationalen Films schrieb: „Zügig inszenierter, gut gespielter Western in malerisch-wilder Landschaft.“
Die Filmzeitschrift Cinema befand: „Der familienfreundliche Routinewestern hat als Höhepunkt ein wildes Pferderennen zu bieten. Fazit: Sattelfeste Pferdeoper ohne Überraschungen.“
Elsa Branden beschrieb den Film im Magazin Photoplay als richtig einfallsreiche Pferdeoper.
Moira Walsh schrieb im America Magazine, von einem erfreulichen und ziemlich unüblichen Familienwestern.
Der Kritiker des TV Guide notierte, die Farbaufnahmen, zusammen mit den Szenen der Wildpferde verleihen der Geschichte um menschliche Konflikte einen zusätzlichen Funken, der den Film über einen Formelwestern hinausbringe.